# Alma Deutscher
Alma Elizabeth Deutscher (in ebraico עלמה אליזבת דויטשר‎?; Basingstoke, 19 febbraio 2005) è una compositrice, pianista e violinista britannica.

## Biografia
Figlia del linguista israeliano Guy Deutscher, studia violino e pianoforte dall'età di 3 anni.
Nel maggio 2015 ha interpretato il concerto per violino The Sweepers of Dreams scritto da lei stessa.
Nel dicembre 2016 è andata in scena la sua prima opera, la rivisitazione di Cenerentola, a cui Alma ha partecipato suonando al pianoforte alcuni interludi ed accompagnando al violino la protagonista.

## Discografia
- 2013 - The Music of Alma Deutscher
- 2019 - From My Book of Melodies